# Rudolph A. Marcus
Rudolph (Rudy) Arthur Marcus (Montreal, 21 juli 1923) is een Amerikaans chemicus en Nobelprijswinnaar van Canadese komaf. Hij won in 1992 de Nobelprijs voor Scheikunde voor zijn bijdragen aan de theorie van elektronenoverdrachtsreacties in chemische systemen. Hij is de bedenker van de Marcustheorie.

## Biografie
Marcus haalde in 1943 zijn Bachelor aan de McGill-universiteit. Aan diezelfde universiteit haalde hij in 1946 een Ph.D.. In 1958 emigreerde hij van zijn geboorteland Canada naar de Verenigde Staten. Hij is professor aan Caltech. Tevens is hij lid van de International Academy of Quantum Molecular Science. 
Zijn belangrijke werk betrof het ontwikkelen van wiskundige vergelijkingen voor het berekenen van de energieverschillen bij de elektronenoverdracht en de drijvende kracht ervan. Hierbij hield hij rekening met de positieveranderingen van de omringende moleculen van het medium waarin de elektronenoverdracht plaatsvond. Later werd zijn model uitgebreid met kwantumchemische benaderingen.